# Lemoultana nitida
Lemoultana nitida is een halfvleugelig insect uit de familie Aphrophoridae. De wetenschappelijke naam van deze soort is voor het eerst geldig gepubliceerd in 1865 door Stål.